# Хитрово, Иван Савостьянович Большой
Иван (Анфим) Савостьянович Большой Хитрово (1624 — 28 января 1697) — русский военный и государственный деятель, стряпчий (1646), воевода, думный дворянин (1670) и окольничий (1676). Сын воеводы Савостьяна Дементьевича Хитрово (ум. 1662).

## Биография
В 1646 году Иван Большой Хитрово был пожалован из жильцов в стряпчие. За службу в Атемаре и Корсуни получил оклад 400 четвертей и 8 рублей деньгами. Участник Русско-польской войны 1654—1667 годов. В 1655 году участвовал в походе русской армии под предводительством царя Алексея Михайловича на Вильно, во время которого был тяжело ранен. В 1656 году Иван Большой Хитрово был назначен воеводой в Верхотурье. В 1657 году по царскому указу верхотурский воевода Иван Савостьянович Хитрово принимал меры против морового поветрия, появившегося в Сибири.
В 1659—1660 годах находился на воеводстве на Дону. В июле 1661 году вместе со своим родственником Яковом Тимофеевичем Хитрово был оправлен на переговоры с крымцами об освобождении из плена боярина В. Б. Шереметева и других знатных пленников. В 1665—1668 годах руководил Хлебным приказом, в 1668—1669 годах — Новгородским приказом. В 1670 году был пожалован в думные дворяне, руководил приказом Устюжской четверти и Смоленским приказом.
В 1672—1674 годах Иван Савостьянович Хитрово находился на воеводстве на Дону, где участвовал в подавлении разинского восстания. Вначале И. С. Хитрово не мог справиться с многочисленными шайками разинцев, но в 1673 году призвал на помощь калмыцких тайшей во главе Аюкой, кочевавших около Дона. В 1674 году по царскому указу Иван Большой Хитрово должен был воеводство и полк новым воеводам, князю Петру Ивановичу Хованскому и Якову Тимофеевичу Хитрово. Однако передача полка затянулась до осени. В конце октября 1674 года новые донские воеводы прислали в Посольский приказ жалобу на И. С. Хитрово. Они сообщали, что Иван Большой Хитрово поссорился с кабардинским князем Касбулатом Черкасским и калмыками, которые перекочевали на реку Терек. Донские казаки из-за его жестокости разбежались, а ратники умирали с голода. В декабре на Дон прибыла царская грамота, которая предписывала И. С. Хитрово выехать в Коротояк и до царского указа не приезжать в столицу. Царь Алексей Михайлович поручил боярину Ивану Богдановичу Милославскому расследовать жалобы на Ивана Севастьяновича Хитрово.
30 января 1676 года Иван Савостьянович Большой Хитрово принес присягу на верность новому царю Фёдору Алексеевичу и вскоре был назначен руководителем Монастырского приказа. 5 мая 1676 года был пожалован в окольничие. В 1679—1681 годах находился на воеводстве в Киеве. В январе 1682 года подписал соборное постановление об отмене местничества. Осенью того же 1682 года сопровождал царей Ивана и Петра Алексеевичей в их походе в Троице-Сергиеву лавру. В октябре 1689 года окольничий Иван Савостьянович Хитрово вместе с боярином князем Яковом Никитичем Одоевским стал руководить Расправной палатой. Получал частые денежные награды за службу и владел вотчинами в арзамасском, воротынском, кадомском и ижорском уездах.
28 января 1697 года окольничий Иван Савостьянович Хитрово скончался, приняв перед смертью монашество под именем Антония.
Жена: Домна Семёновна, дочь боярина С. В. Прозоровского. Сын: Авраам.